# Hans von Gasteiger
Hans von Gasteiger (* 1499 in Gasteig am Jaufen; † 27. Dezember 1577 in Nußdorf bei Wien) war einer der berühmtesten Wasserbaumeister Österreichs in der Renaissance.

## Leben
In einigen Quellen wird München als Geburtsort angegeben. Verlässlicheren Quellen zufolge stammte Hans Gasteiger aber aus Tirol und wurde 1499 in Gasteig am Jaufen geboren, wo schon seit dem 13. Jahrhundert Gasteigers ansässig sind.

### Uhrmacherei
In München erlernte Gasteiger den Uhrmacherberuf und galt zusammen mit Hans Koch in München als führende Kraft seines Faches und wurde Bürger der Stadt.

### Wasserbau
Später spezialisierte er sich auf den Brunnenbau und realisierte einige Projekte in süddeutschen Städten.
Hans von Gasteiger erfand auch ein mechanisches Ziehwerk, mit dem der wichtige Transport von Eisenerzeugnissen über Geländestufen revolutioniert wurde.
Aufgrund seiner Erfahrung wurde er 1555 nach Wien berufen. Dort erhielt er den Auftrag zur Errichtung dreier Brunnenwerke zwischen der Ringmauer und dem Stadtwall. Danach widmete er sich der Regulierung und Beseitigung von Schifffahrtshindernissen im Donaustrom zwischen Krems und Wien und der Schiffbarmachung des „Wiener Arms“ (heute Donaukanal).
Es folgten hölzerne Wasserbauten in den Flüssen Enns im Gebiet Großreifling, Salza bei Weichselboden und Ybbs bei Waidhofen. Mit diesen Holzrechen wurden die Holzstämme gefangen, die auf den Flüssen geflößt wurden.
1559 war mit dem Bau des Treppelweges an der Enns oberhalb von Steyr bis Haimbach (südöstlich von Altenmarkt bei Sankt Gallen) begonnen worden, dessen Fertigstellung 1563 erfolgte. Die Anlage dieses „Roß- und Schiffweges“ ist wahrscheinlich im Wesentlichen das Werk von Lienhard Prandstetter, der schon früher ähnliche Bauten im Dienst des Kaisers geleitet hatte. Er diente dem Flussaufwärtstransport von Schiffen mit Pferdezug.
1561 wurde Gasteiger wegen seiner großen Verdienste von Erzherzog Karl II. in den Adelsstand erhoben. Auf Befehl desselben wurde am 5. April 1565 eine Kommission mit Hans von Gasteiger, der schon in Wien für seine Kaiserliche Majestät gearbeitet hatte, nach Graz berufen, um bereits bestehende Pläne zur Regulierung der Enns zu überprüfen. 1567 unterschrieb der Erzherzog die Vertragsurkunde und beauftragte Gasteiger mit der Einrichtung der Ennsschifffahrt zwischen Hieflau und Haimbach, dem Bau des Großreiflinger Rechens und einer Kohlstatt, der Verfrachtung des Rauheisens von Hieflau nach Reifling sowie der Rückfracht von Kohlen nach Hieflau. 1569 begann die Ennsregulierung, im November 1570 war der Reiflinger Rechen vollendet und sofort konnten 50.000 Stämme geschwemmt werden. Im Juni 1571 führte Gasteiger das erste Schiff mit Kohle vom Reiflinger Rechen bis zur Wandau und zurück mit Eisen beladen. 1575 konnten die Schiffe bereits von Weyer nach Haimbach und im Frühjahr 1577 zogen die Rosse das erste Schiff durch die gefährlichste Stelle: die „Strub“ zwischen Haimbach und Großreifling. Die Vollendung seines Ennswerkes konnte Gasteiger nicht mehr erleben: das letzte Stück zwischen der Wandaubrücke bis Hieflau konnte nach seinen Plänen erst nach seinem Tod (1577) im Jahr 1583 vollendet werden. Damit war eines der größten Wasserbauwerke der Monarchie fertiggestellt, der Verkehr von Hieflau bis Steyr offen und der Holzkohlebedarf für die lokalen Hämmer- und Radwerke gedeckt.
1568 erteilte ihm die Niederösterreichische Kammer einen Auftrag über eine größere Anzahl Brunnenbuchsen für das geplante Wasserwerk in Ebreichsdorf.
Am 15. Juni 1570 heiratete Hans von Gasteiger in Reifling in zweiter Ehe Margarethe, die Tochter des Radmeisters Wolf Knotzer aus Eisenerz. Aus seiner ersten Ehe gingen acht Kinder, aus der zweiten Ehe eine Tochter hervor.
Auf Drängen des Kaisers arbeitete Gasteiger noch 1575, im Alter von 76 Jahren, mit drei Gesellen am Brunnenwerk bei der Laurenzermühle am Schloss Neugebäude nahe Wien.

## Würdigung
Im Jahr 1912 wurde in Wien-Brigittenau (20. Bezirk) die Gasteigergasse nach ihm benannt.

## Bauten
- 1570–1575 Großreiflinger Rechen
- 1574–? Hieflauer Rechen